# Lwowiec
Lwowiec (Duits: Löwenstein) is een plaats in het Poolse district  Bartoszycki, woiwodschap Ermland-Mazurië. De plaats maakt deel uit van de gemeente Sępopol en telt 220 inwoners.